# René Rousselot
Pour les articles homonymes, voir Rousselot.
René Rousselot, né le 5 décembre 1899 à Nicey-sur-Aire (Meuse) où il est mort le 23 février 1972, est un homme politique français.

## Biographie
Issu d'une famille d'agriculteurs, René Rousselot est appelé sous les drapeaux en 1918, mais ne participe pas aux combats de la première guerre mondiale : il est affecté aux troupes qui occupent la zone allemande d'Aix-la-Chapelle.
Rendu à la vie civile, il reprend l'exploitation familiale, avec son frère, et exerce aussi le métier de marchand de vin pendant quelques années.
En 1929, il est élu conseiller municipales de Nicey-sur-Aire, sa petite commune natale, et dix ans plus tard, en devient le maire.
Mobilisé en 1939, il est cependant affecté à une unité cantonnée non loin de son domicile, compte tenu des quatre enfants qu'il a eu avec son épouse. Il reprend rapidement après l'armistice ses activités agricoles et est maintenu comme maire de sa commune pendant toute la guerre.
Membre de la corporation paysanne mise en place par le régime de Vichy en décembre 1940, il prend cependant des distances avec la politique collaborationniste de Pétain, allant jusqu'à apporter son aide à la résistance. De ce fait, il est maintenu dans son poste de maire en 1945, réélu de 1947 à sa mort, en 1972.
Il adhère alors au Mouvement Républicain Populaire, et se réclame du soutien à Charles de Gaulle. En septembre 1945, il est élu conseiller général de la Meuse, dans le canton de Pierrefitte. En 1947, il rejoint le Rassemblement du Peuple Français, mais n'y reste que peu de temps. Dans le sillage de Louis Jacquinot, figure dominante de la droite locale, il adhère en décembre 1948 au Centre national des indépendants.
En 1951, il est d'ailleurs candidat aux législatives sur la liste menée par Jacquinot, soutenue par le CNI et le RGR, dans la Meuse, qui, grâce à l'apparentement avec celle du MRP, obtient deux sièges, ce qui permet à Rousselot d'être élu député. Il ne rejoint cependant pas le groupe du CNI, mais celui, beaucoup plus modeste, du Centre républicain d'action paysanne et sociale et des démocrates indépendants, formé par les élus « paysans ». Ce groupe est dans les années qui suivent agité par des divergences de vue et des rivalités personnelles, qui opposent ses deux chefs de file, Paul Antier et Camille Laurens. René Rousselot, pour sa part, suit lors des différentes scission, la majorité qui, derrière Laurens, souhaite rester dans le cadre de l'union avec les indépendants.
A l'assemblée, Rousselot s'intéresse essentiellement aux questions agricoles, souvent sur des points techniques ou relativement anecdotiques, comme sa proposition de remplacer par des tartines beurrées le verre de lait distribué aux élèves des écoles. Il participe aussi aux débats sur le logement et la reconstruction.
En 1956, du fait de la double concurrence d'une liste poujadiste et de celle, de « défense agricole », menée par André Beauguitte, la liste de Jacquinot, sur laquelle Rousselot est de nouveau candidat, recule et perd un siège. Il n'est pas donc pas réélu député.
En 1958, il se présente comme candidat suppléant de Jacquinot, dans la circonscription sud (Bar-le-Duc) de la Meuse, qui est élu dès le premier tour. Celui-ci étant nommé ministre dans le gouvernement Debré, en janvier 1959, René Rousselot le remplace et siège de nouveau comme député. Il est réélu et siège dans les mêmes circonstances en 1962.
Membre du groupe des Indépendants et paysans d'action sociale, formé par le CNI, Rousselot fait partie de la frange la plus clairement gaulliste de cette droite dite « modérée ».
En 1962, il est auteur d'un rapport sur la réparation des dégâts causés aux cultures par le gibier et, d'une façon générale, continue de s'intéresser principalement aux questions agricoles, et soutient indéfectiblement le gouvernement.
Ainsi, il ne vote pas la censure du gouvernement Pompidou en 1962, et c'est avec l'étiquette UNR qu'il se représente, avec Jacquinot, en 1962. Fort logiquement, Rousselot, sans rejoindre le parti gaulliste, s'apparente au groupe UNR-UDT.
Réélu un peu plus difficilement en 1967, car contraint à un second tour, Jacquinot n'est pas reconduit au gouvernement, et Rousselot ne siège donc plus à l'assemblée.
Il connaît par ailleurs d'importants problèmes de santé qui le conduisent à ne pas se représenter en 1968, tout en apportant son soutien à Jacquinot.
René Rousselot meurt en février 1972.

## Détail des fonctions et des mandats
Mandats parlementaires
- 17 juin 1951 - 1er décembre 1955 : Député de la Meuse
- 9 février 1959 - 9 octobre 1962 : Député de la 1re circonscription de la Meuse
- 7 janvier 1963 - 2 avril 1967 : Député de la 1re circonscription de la Meuse